# Römisches Haus (Leipzig)

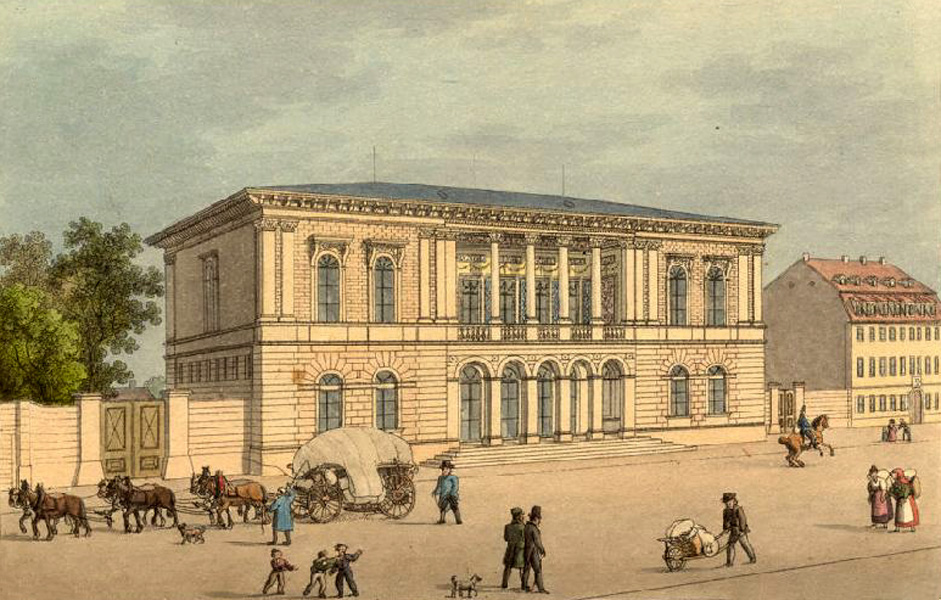
Das Römische Haus (um 1850)

Das Römische Haus in Leipzig war ein Gebäude, das sich der Musikverleger Hermann Härtel (1803–1875) von 1832 bis 1834 in der südlichen Vorstadt von dem Architekten Woldemar Hermann (1807–1878) errichten ließ und das bemerkenswerte Kunstwerke enthielt. Es existierte bis 1904.

## Lage und Baubeschreibung

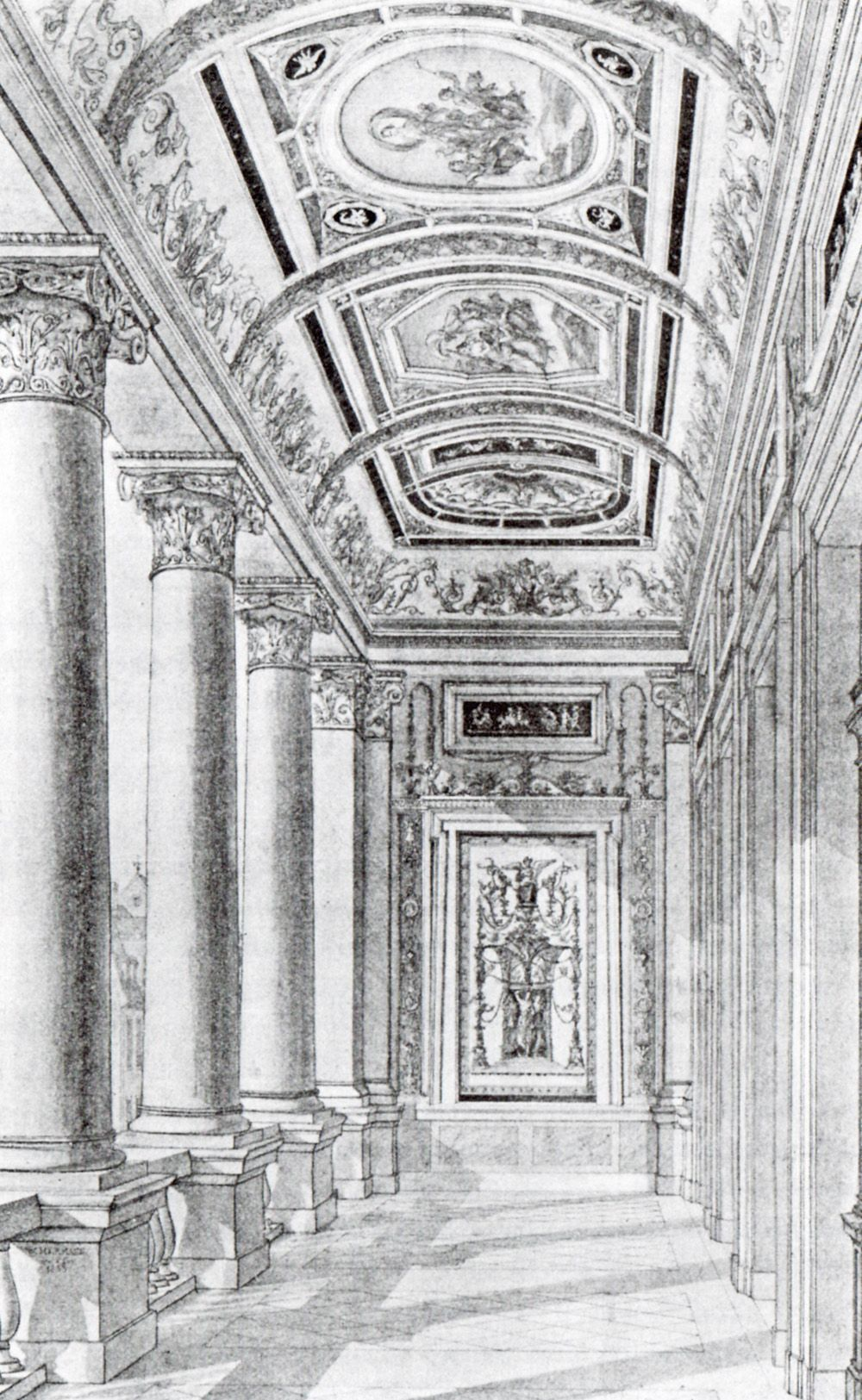
Die Loggia, Aquarell von Woldemar Hermann

Das Römische Haus stand stadtauswärts auf der linken Seite des Peterssteinwegs gegenüber der Einmündung der Münzgasse. Diese Gegend der Petersvorstadt war zur Zeit seiner Erbauung durch Gartenanlagen geprägt. Der Familie Härtel gehörte hier seit 1815 ein 25.000 m² großes Grundstück. Die Bebauungssituation änderte sich in den nächsten Jahrzehnten mit dem rapiden Wachstum Leipzigs grundlegend, so dass das Haus dann zwischen Mietshäusern stand.
Das Römische Haus war ein zweistöckiges Gebäude mit einer Länge von 34,5 Metern und einer Breite von 17,25 Metern. Nach der Gartenseite waren auf die Länge neun Fensterachsen verteilt. Die Vorderseite besaß eine von je zwei Fensterachsen flankierte offene Eingangshalle mit einer Freitreppe. Darüber befand sich die mit Groteskenmalereien geschmückte Loggia von 13,6 mal 3,15 Metern mit vier Säulen mit ionischen Kapitellen. Anregung für das Römische Haus war die römische Villa Farnesina, ein Gebäude der italienischen Hochrenaissance mit Malerei von Raffael (1483–1520) in der Erdgeschoss-Loggia, sodass das Römische Haus in Leipzig dem Renaissancestil zuzurechnen ist und damit zu den Anfängen der Wiederbelebung dieses Baustils in Sachsen zählt.
Das Römische Haus war ein verputzter Backsteinbau mit Architekturelementen (Säulen, Pfeilern, Architrave) aus Sandstein. Das relativ flache Dach über einem breiten Hauptgesims war mit Schiefer gedeckt. Die Gartenseite wies neben zwei kleineren Räumen am Rand drei Säle auf, für die jeweils ein Maler für die Ausschmückung vorgesehen war. Im Obergeschoss war der Hauptraum der Ballsaal, den mehrere Wohnräume umgaben. Alle Räume besaßen aufwendige Stuckaturen.

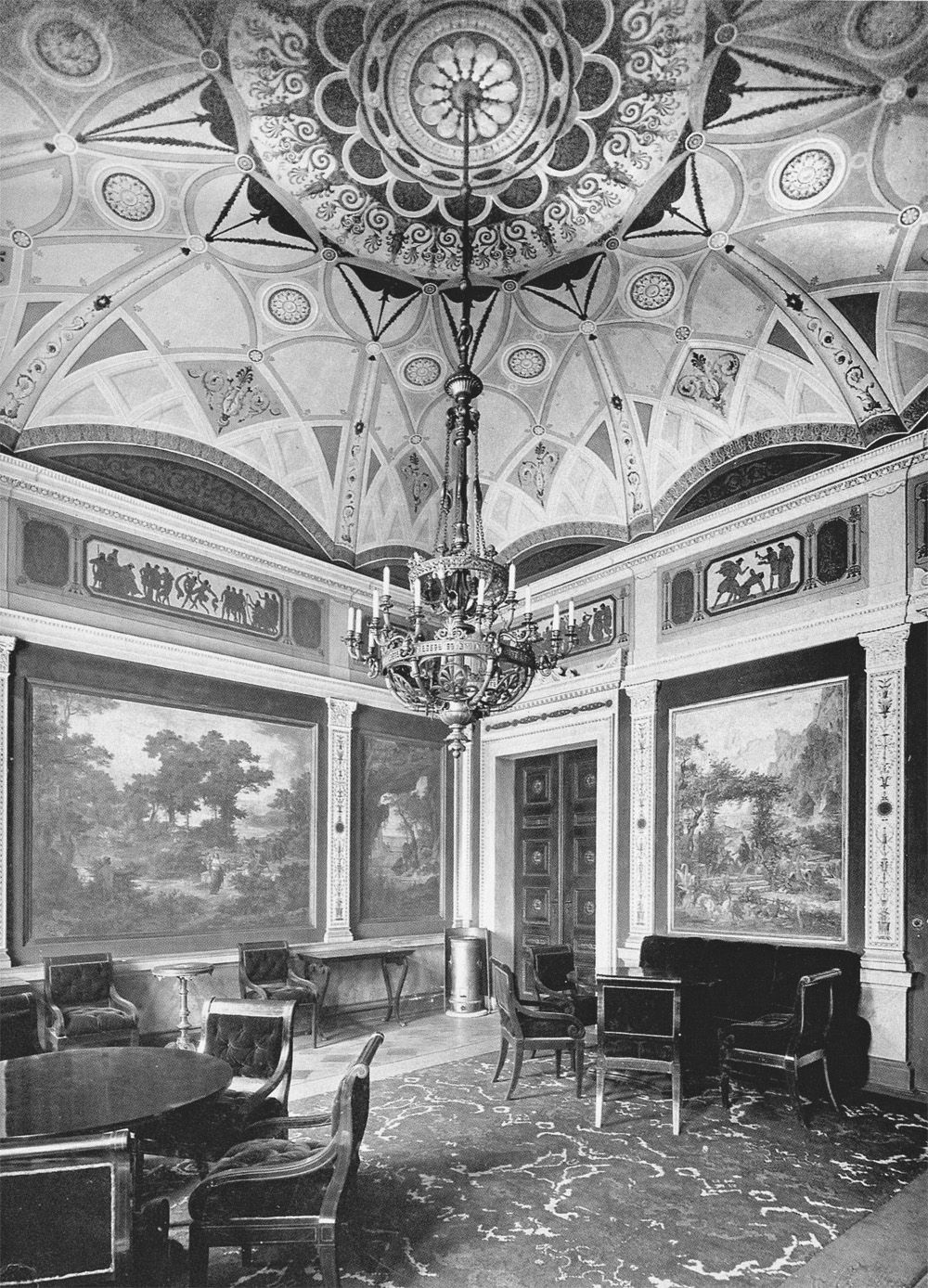
Preller-Saal
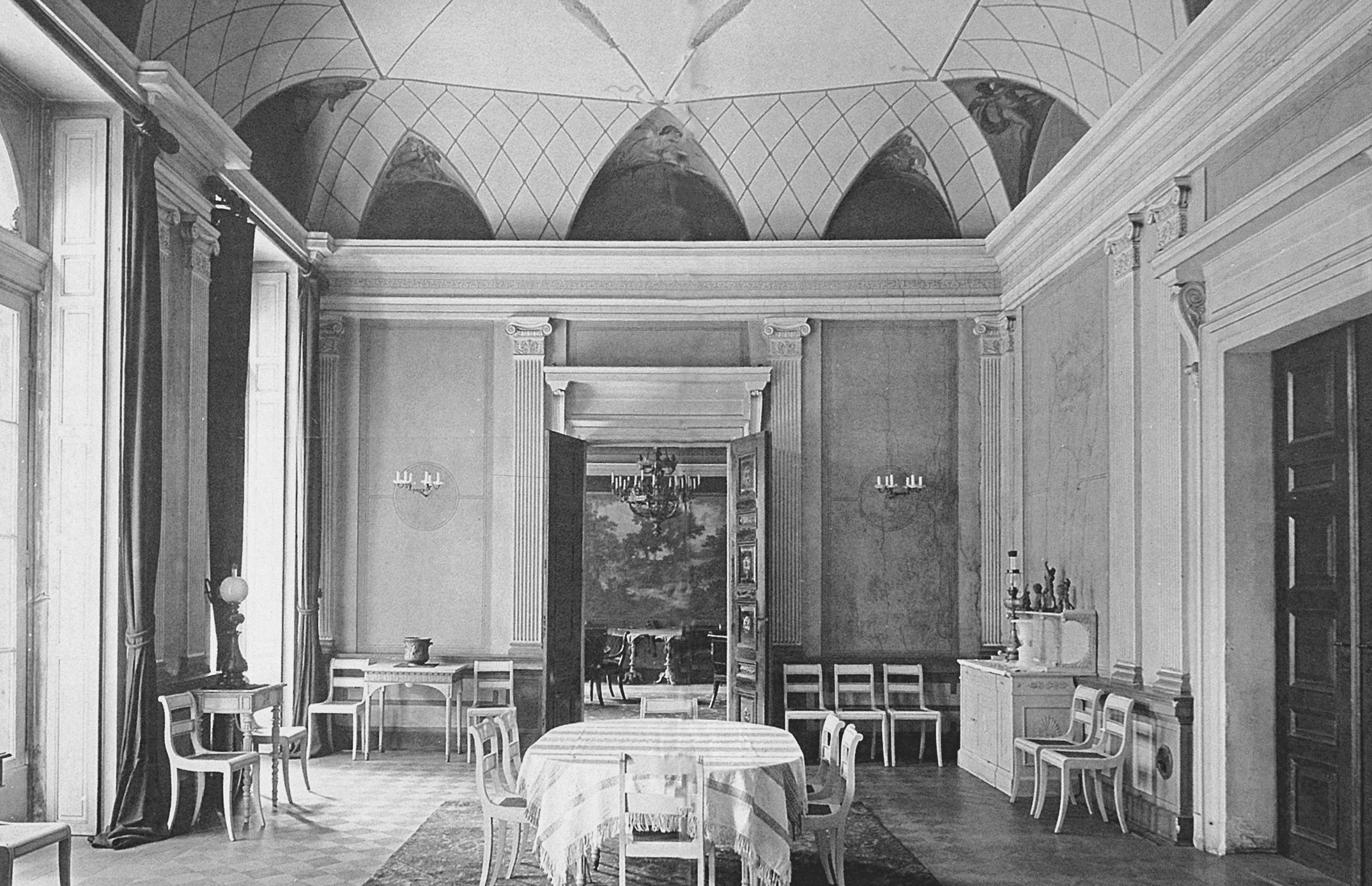
Genelli-Saal
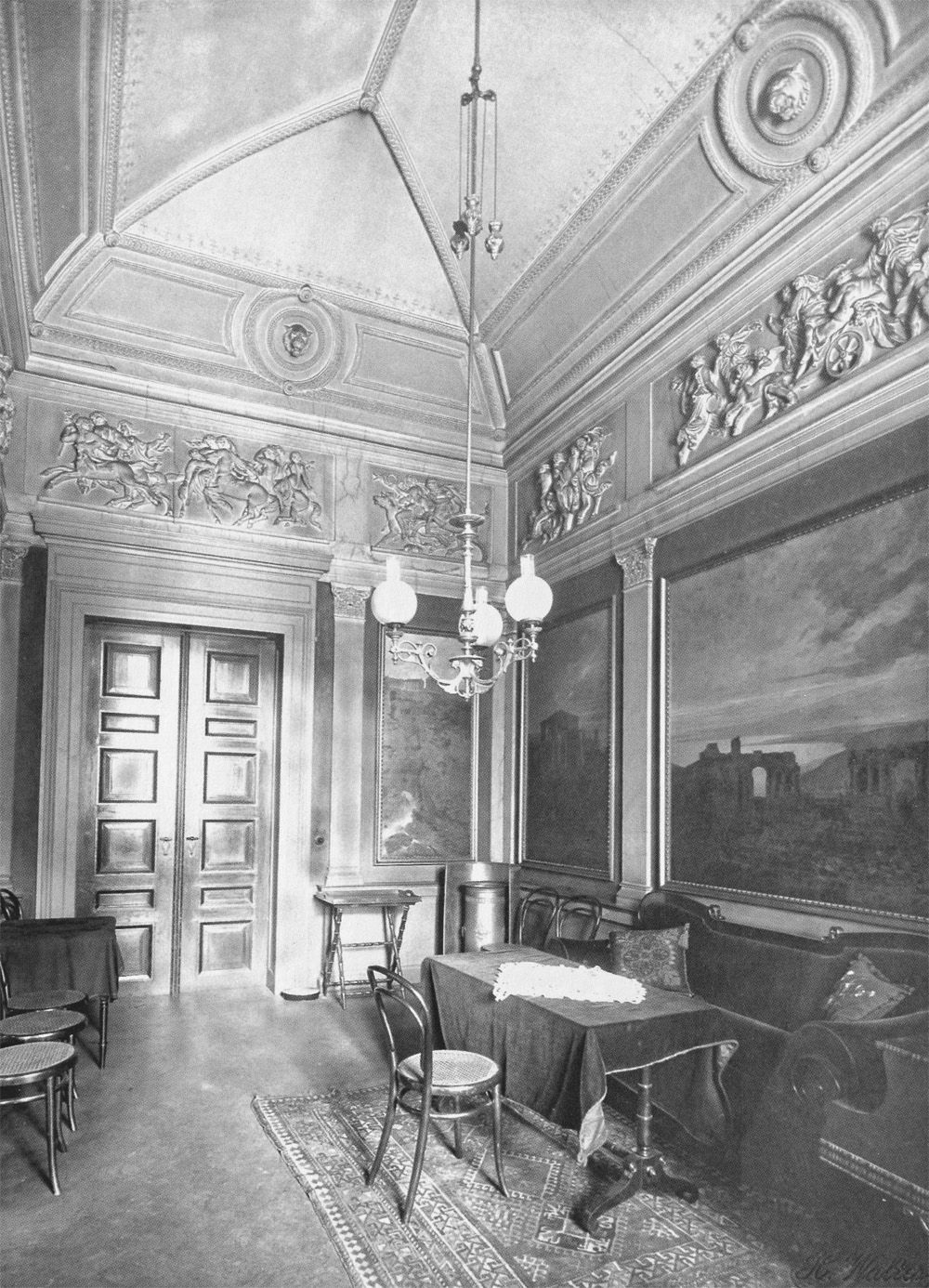
Herrenburg-Zimmer
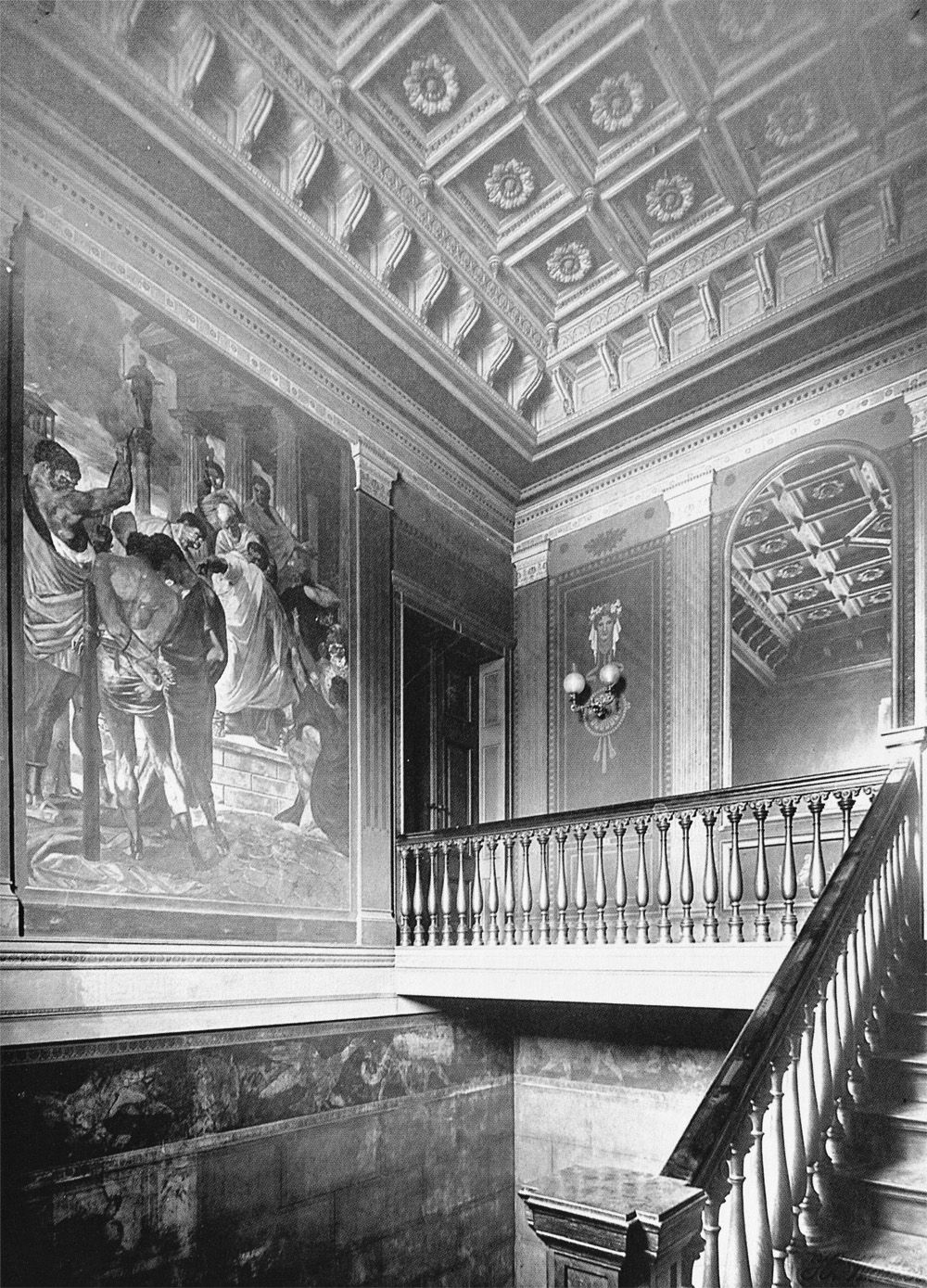
Treppenhaus
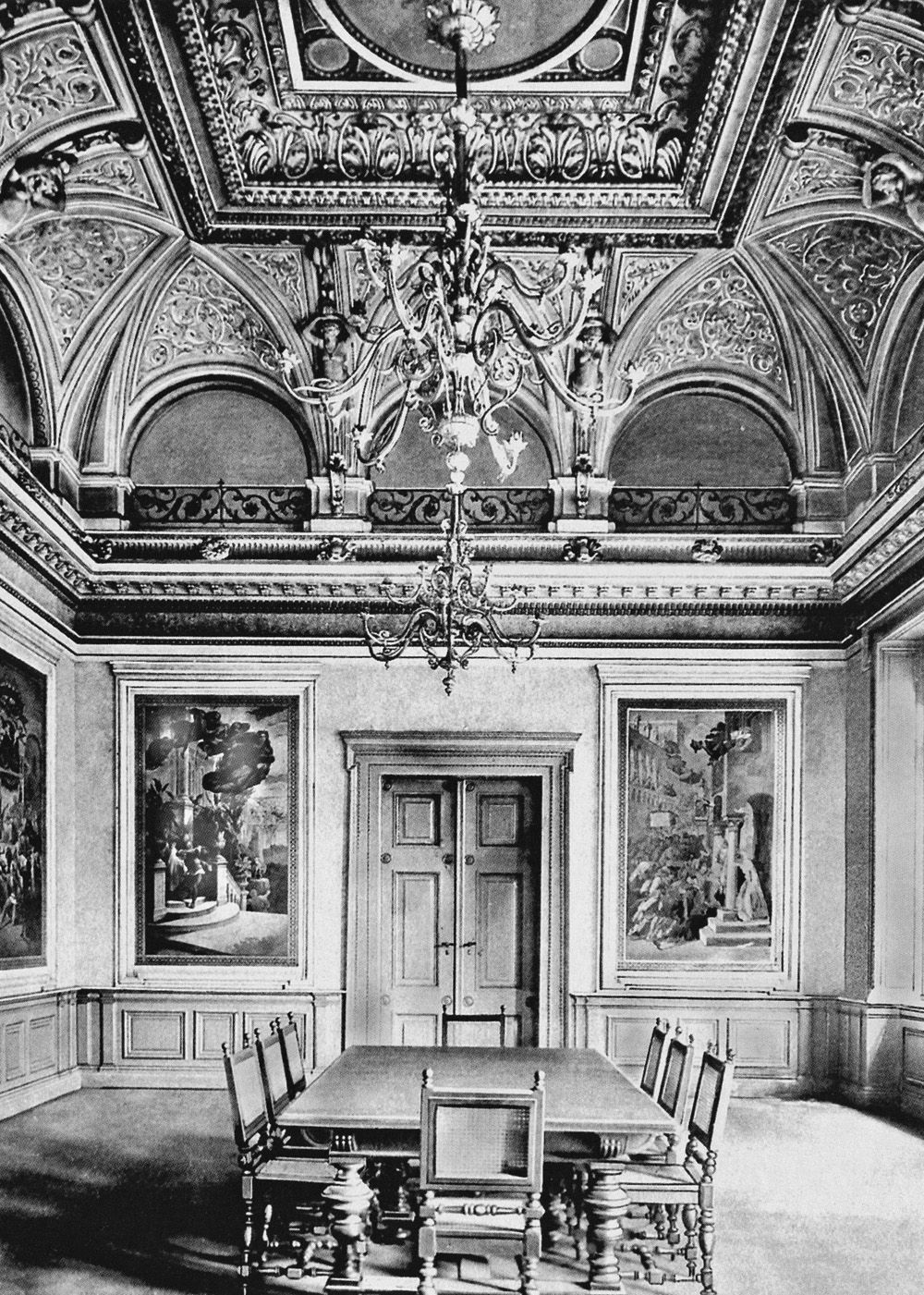
Ballsaal
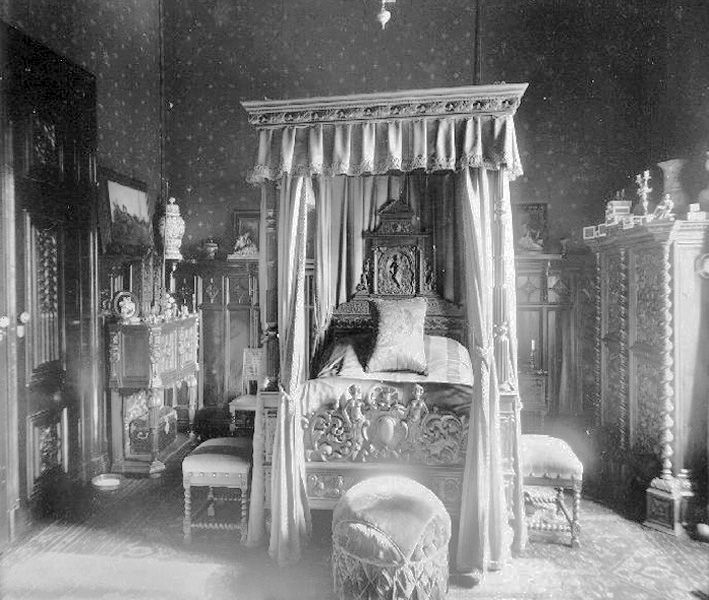
Schlafzimmer

## Ausstattung
Die zum Teil in Fresko ausgeführten Malereien der Loggia mit Rankenwerk und symbolischen Gestalten, wie etwa der Jahreszeiten, übernahm der Dresdner Maler Carl Gottlieb Peschel (1798–1879). Es waren auch Profile des Bauherren und der beteiligten Künstler eingearbeitet.

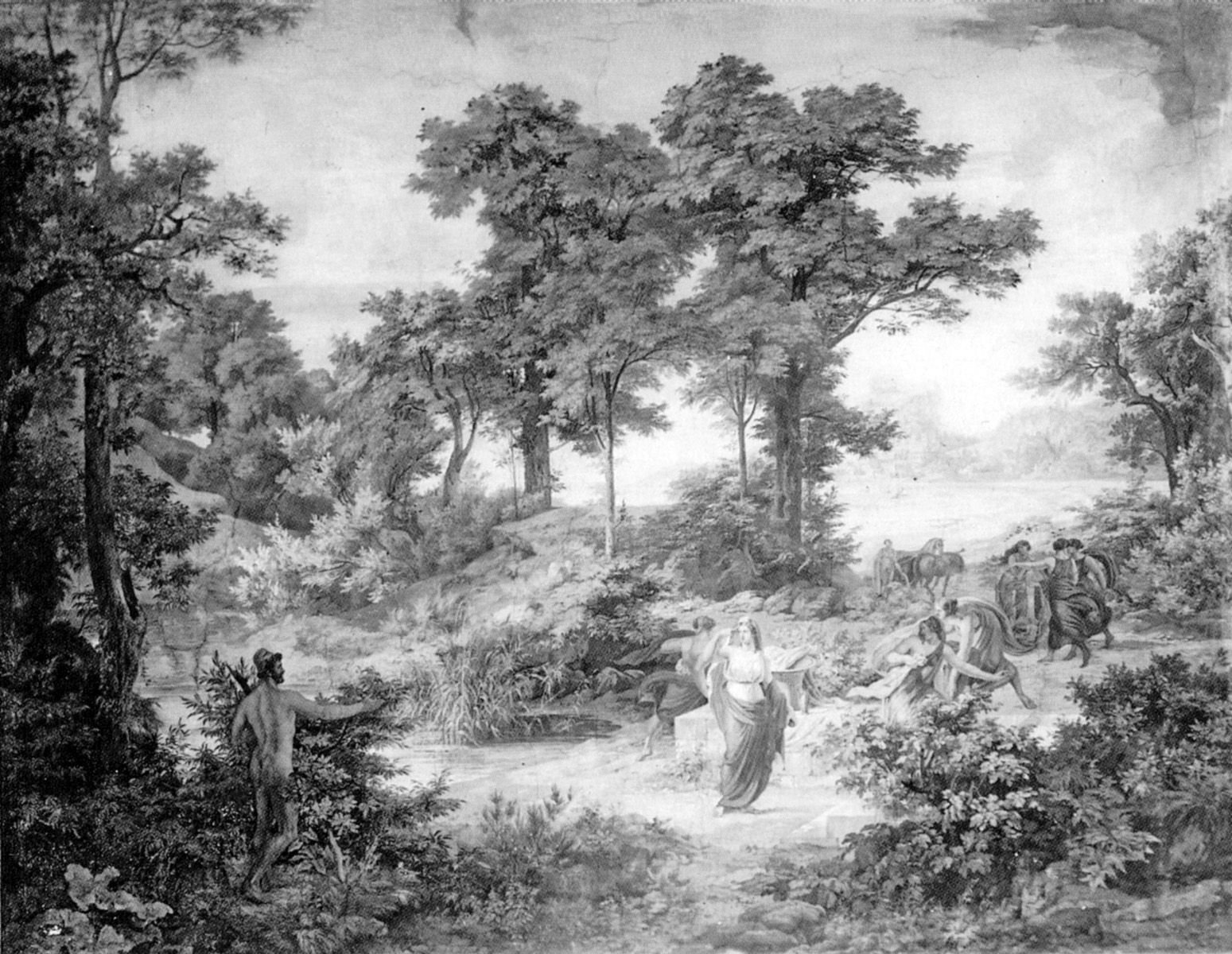
Eines der sieben Odysseus-Bilder

Von den drei für die Ausstattung der Erdgeschosssäle vorgesehenen Malern erledigte nur Friedrich Preller der Ältere (1804–1878) seinen Auftrag in vollem Umfang. Im rechten Gartensaal schuf er einen Odysseus-Zyklus aus sieben Bildern, die auf dünnen Putz gemalt wurden. Die Bilder hatten alle die gleiche Höhe und dem vorhandenen Raum angepasste Breiten. Die Titel der Bilder lauteten: Abzug Odysseus' aus der Höhle des Polyphem, Heimkehr von der Jagd auf der Insel der Kirke, Empfang des Moly-Krautes durch Hermes, Abschied von der Calypso, Odysseus und Nausikaa, Ankunft auf Ithaka und Odysseus bei Eumaios. Preller verbesserte 1857/58 seine Wandgemälde, kopierte und stellte sie sodann aus.
Für den mittleren, repräsentativsten Saal war Bonaventura Genelli (1798–1868) beauftragt. Dieser war in der Fresko-Technik unerfahren und mit der Aufgabe völlig überfordert. Für das Hauptbild im Plafond lieferte er lediglich den Entwurf. Nur zwölf kleine Zwickelgemälde zwischen Sims und Plafond waren fertig, als er sich mit Härtel überwarf und aus Leipzig abreiste. Der dritte Saal im Erdgeschoss war der Ausgestaltung durch Joseph Anton Koch (1768–1839) vorbehalten. Dieser lieferte, wie abgesprochen, die Entwürfe, kam selbst nicht aus Italien nach Leipzig, und zur Enttäuschung Härtels kamen die Bilder nicht an die Wand.
Unter den späteren Besitzern des Hauses ging die künstlerische Ausgestaltung weiter, insbesondere ab 1860 unter dem Domherren Georg Friederici. Der Historienmaler Hermann Wislicenus (1825–1899) schuf zwei große Bilder im Treppenhaus: Brutus verurteilt seine beiden Söhne zum Tode und Eine Römerin stellt ihre beiden Söhne als das Kostbarste vor. Der kleine Raum neben dem Preller-Saal nahm sieben Ölgemälde des Landschaftsmalers Johann Andreas Herrenburg (1824–1906) auf: Akropolis in Athen, Isistempel in Philae, Theater in Taormina, Forum Romanum, Vestatempel in Rom, Tivoli von der Neptunsgrotte sowie Posillipo bei Neapel. Über den Bildern umzog ein über zehn Meter langer Abguss vom Modell des Bacchuszuges am Alten Theater Dresden von Ernst Hähnel (1811–1891) den Raum. Auf die Wände des Ballsaals ließ Friederici den Maler Julius Naue (1833–1907) in Wachsfarben sechs Bilder aus dem Aschenbrödel-Zyklus von Moritz von Schwind (1804–1871) gestalten.
Die Räume wurden ihrer Funktion gemäß auf das Beste ausgestattet. So wurde zum Beispiel das dem Prellersaal gegenüber gelegene Billard-Zimmer mit einer geschnitzten Holzdecke und hölzernen Wandpanelen versehen. Das Herrenzimmer wurde im maurischen Stil mit Möbeln aus Ebenholz gestaltet, die Messingeinlagen trugen. Ein Schlafzimmer im altdeutschen Stil erhielt ein Bett mit Schnitzereien und prachtvollem Baldachin.

## Geschichte
Im August 1829 traten Hermann Härtel und sein Freund, der Theologe Karl August Hase (1800–1890) eine Reise von Leipzig nach Rom an, das sie, von Krankheit unterbrochen, erst kurz vor Weihnachten erreichten. Hier traf er den jungen Dresdner Architekten Woldemar Hermann, der wie er von der römischen Hochrenaissance begeistert war und sich von dem Wunsch Härtels, in Leipzig ein Haus nach römischem Vorbild zu bauen, sofort angesprochen fühlte. Hase verließ Rom im Mai 1830, und Härtel schloss sich der deutschen Künstlerkolonie in Rom um den Maler Joseph Anton Koch an. Er lernte Bonaventura Genelli kennen und freundete sich mit Friedrich Preller an. Es wurden Pläne zur Ausschmückung des Leipziger Hauses geschmiedet.

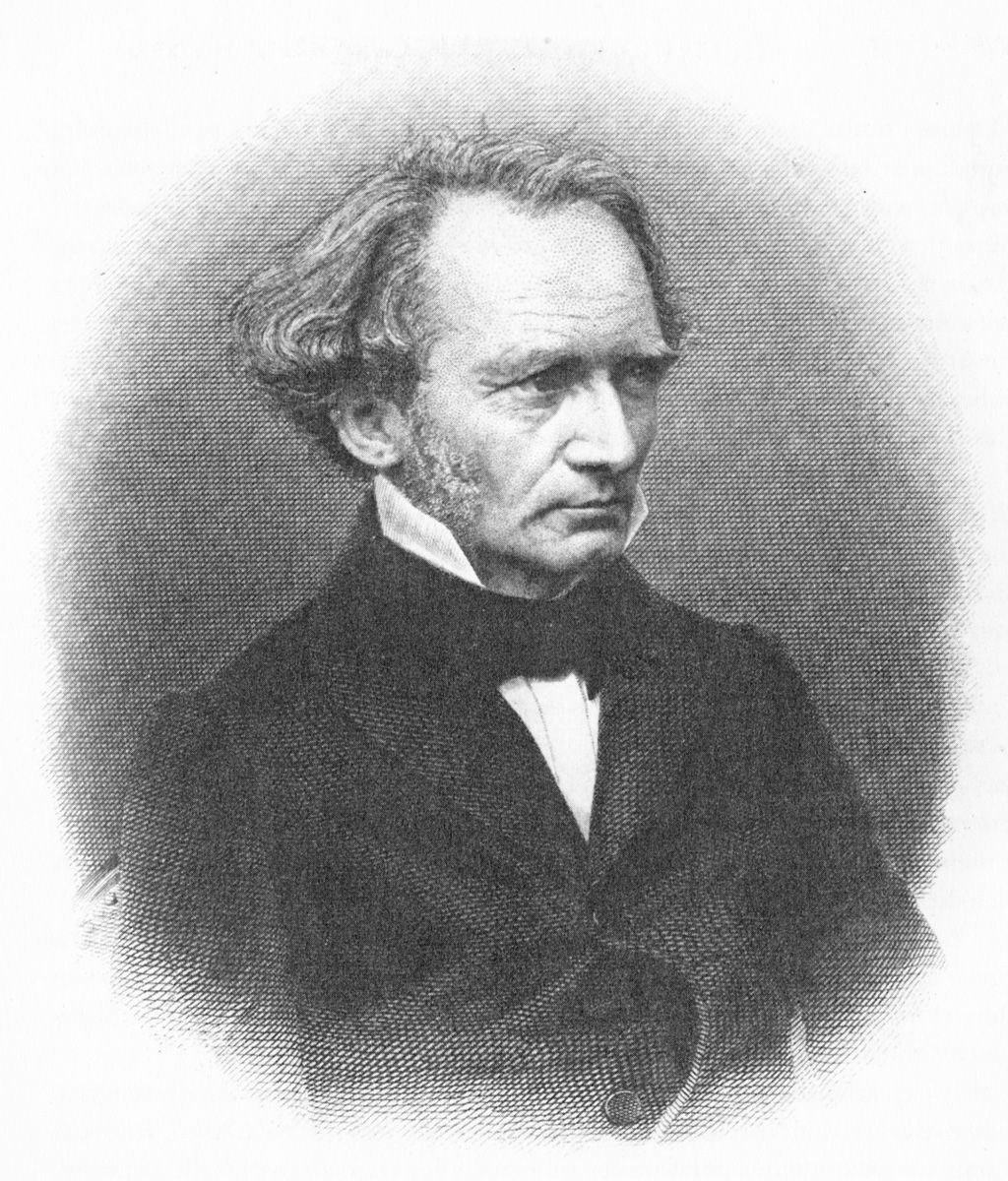
Hermann Härtel

Nach der Rückkehr aus Rom traf sich 1831 Härtel mit Woldemar Hermann in Dresden, und die beiden schlossen einen Vertrag über den Bau des Leipziger Hauses. „Das Haus sollte ein Palast im römischen Stil sein, nicht in der römischen Antike, sondern in der italienischen Hochrenaissance.“ Die Grundsteinlegung erfolgte am 5. April 1832, am 9. Februar 1834 war feierliche Einweihung.
Im Römischen Haus empfingen Härtel als Mitglied des Gewandhausdirektoriums und seine Nachbesitzer Persönlichkeiten aus den musikalischen und literarischen Kreisen Leipzigs und darüber hinaus. Zu den Gästen gehörten Clara (1819–1896) und Robert Schumann (1810–1856), Felix Mendelssohn Bartholdy (1809–1847), die schwedische Sängerin Jenny Lind (1820–1887) und der Geiger Joseph Joachim (1831–1907), aber auch der Philosoph Hermann Weisse (1801–1866), der Schriftsteller Gustav Freytag (1816–1895) und der Physiker Gustav Theodor Fechner (1801–1887). Das Römische Haus wurde in der zweiten Hälfte des 19. Jahrhunderts zu den Sehenswürdigkeiten Leipzigs gezählt.
Die starke Belastung durch die Führung seines Verlags verhinderte ihn, sich um die mit Ausnahme Prellers steckengebliebene Ausschmückung des Hauses zu kümmern. 1837 verkaufte er es an den Kaufmann und Stadtrat Philipp Leplay, unter dem die künstlerische Ausgestaltung nicht wesentlich vorankam. 1848 kaufte es der Buchhändler Baumgärtner, der 1855 verstarb. Seine Witwe heiratete 1860 den vermögenden Domherren Georg Friderici. Damit kam die oben beschriebene weitere Ausschmückung von Treppenhaus, Ballsaal und weiteren Räumen in Gang.
Zum Ende des 19. Jahrhunderts war die Umgebung des Römischen Hauses weitestgehend parzelliert und zwar dergestalt, dass eine Verbindung von der Windmühlenstraße zum Peterssteinweg notwendig wurde, der das Römische Haus im Wege stand. Da es überholungsbedürftig war – unter anderem war die Gestaltung der nach der Wetterseite gerichteten Loggia unansehnlich geworden – stimmten die Erben des letzten Besitzers unter der Erwartung größeren Profits aus dem Grundstücksverkauf dem Abriss zu.

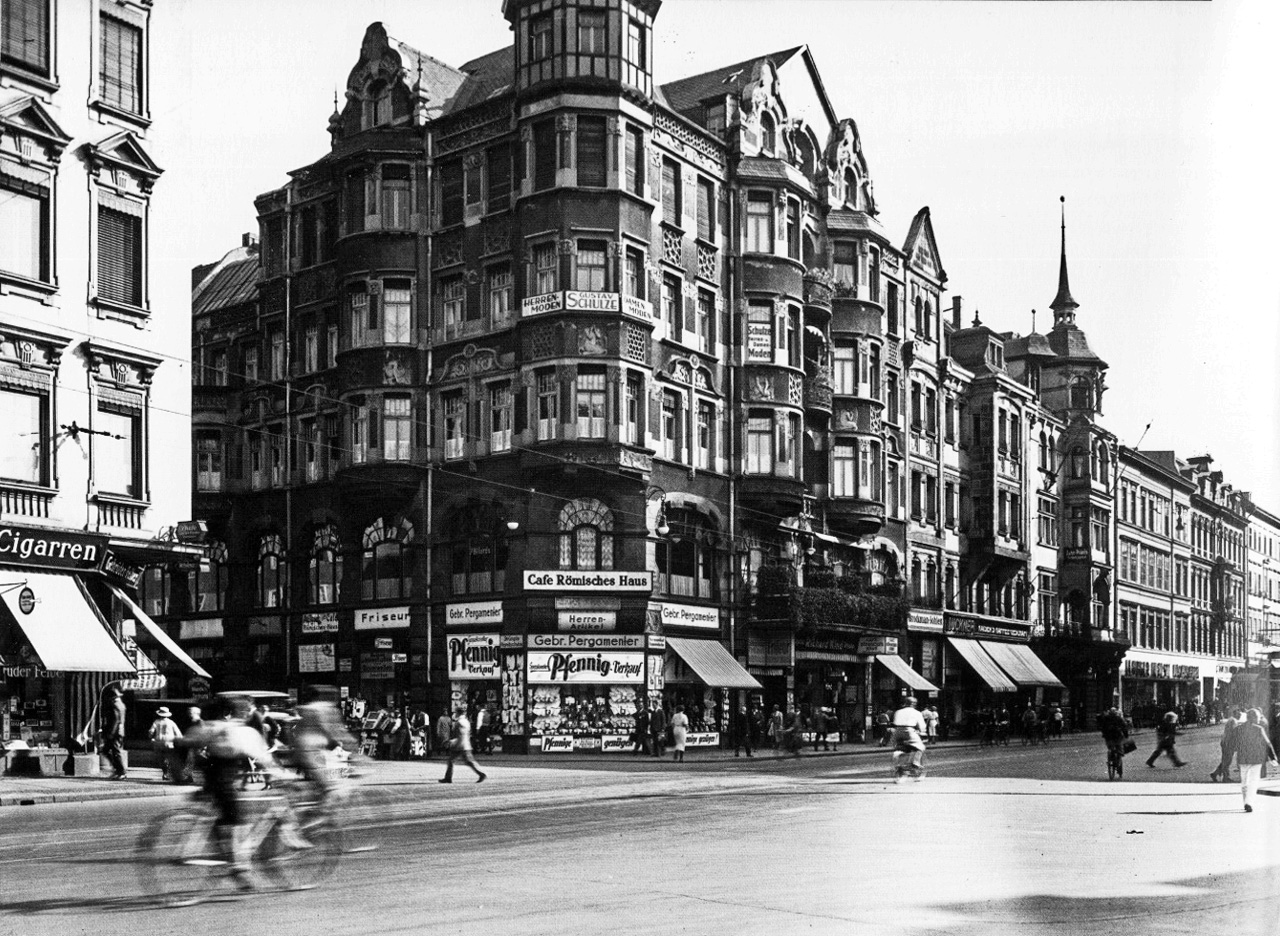
„Café Römisches Haus“ am ehemaligen Standort des Römischen Hauses (um 1928)

1904 wurde das Haus abgebrochen und die bereits 1879 nach dem 1875 verstorbenen Hermann Härtel benannte Härtelstraße zum Peterssteinweg durchgezogen. Im neuen Eckhaus Härtelstraße/Peterssteinweg zog das „Café Römisches Haus“ ein.
Die Preller-Fresken waren vor dem Abriss in den Treppenhausumgang der Universitätsbibliothek überführt worden, wo sie beim Bombenangriff auf Leipzig am 6. April 1945 zerstört wurden. Ein Raum mit italienischen Veduten und ein Herrenzimmer mit Kassettendecke, das orientalischen Einfluss zeigte, waren über eine Erbschaft in das 1905 von Peter Dybwad errichtete neue Herrenhaus des Rittergutes Gaschwitz gekommen, gingen aber durch spätere Umnutzung des Hauses verloren.
Die sieben Bilder des Aschenbrödel-Zyklus im Ballsaal wurden samt Mauerwerk aus den Wänden gesägt und 1907 in die Aula des von Otto Wilhelm Scharenberg entworfenen Neubaus der II. Höheren Mädchenschule, seit 1927 offiziell Gaudig-Schule, nach Leipzig-Gohlis überführt, wo sie die Aula zierten und den Zweiten Weltkrieg unbeschadet überstanden. Beim 1949 erfolgten Einzug der Arbeiter-und-Bauern-Fakultät (ABF) in das Gebäude der Gaudig-Schule wurden sie als sogenannte Relikte bürgerlich-reaktionärer Kultur von den Wänden gewaschen und im Auftrag der Direktorin der ABF durch den Leipziger Maler Walter Münze durch Malereien im Stil des Sozialistischen Realismus ersetzt. Zwei der Bilder blieben bei dieser Vernichtungsaktion hinter einer Wandverkleidung unentdeckt. Dort wurden sie 1989 wieder aufgefunden und konnten Anfang der 1990er-Jahre restauriert werden. Sie befinden sich seit 2007 als Dauerleihgabe des Stadtgeschichtlichen Museums Leipzig im Foyer des Verlagshauses der Leipziger Volkszeitung.